# Simon Pihl Sørensen
Simon Pihl Sørensen (født 19. juli 1966) er en dansk politiker fra Socialdemokratiet. Han har været medlem af kommunalbestyrelsen i Lyngby-Taarbæk siden 1990 og været første viceborgmester siden 2008. Simon Pihl Sørensen er ansat i 3F. Han er desuden folketingskandidat for Socialdemokratiet, opstillet i Lyngbykredsen, Københavns Omegns Storkreds.
Pihl Sørensen er uddannet jurist. Han har sammen med Rasmus Prehn udgivet debatbogen Frihed til fællesskab (2013).

## Henvisning
1. 1 2  "Simon Pihl Sørensen". altinget.dk. 18. juni 2018. Hentet 20. august 2018.
2. ↑  "Simon Pihl Sørensen (A), viceborgmester". ltk.dk. Arkiveret fra originalen 20. august 2018. Hentet 20. august 2018.
3. 1 2  "Simon Pihl Sørensen". peoplespress.dk. Arkiveret fra originalen 20. august 2018. Hentet 20. august 2018.
4. ↑  "Simon Pihl Sørensen". Socialdemokratiet.dk. Arkiveret fra originalen 20. august 2018. Hentet 20. august 2018.